# Pan-Amerikaanse kampioenschappen wielrennen 2024 – Individuele tijdrit mannen elite
De individuele tijdrit voor mannen elite op de Pan-Amerikaanse kampioenschappen wielrennen 2024 werd gehouden op 23 mei. De deelnemers moesten een parcours van 35,4 kilometer in en rond het Braziliaanse São José dos Campos afleggen. De Colombiaan Walter Vargas won, voor de Chileen Franklin Archibold en de Venezolaan Orluis Aular. Voor Neben was het haar tweede titel op rij en haar vijfde in totaal.

## Uitslag
| Plaats | Naam                | Tijd       |
| ------ | ------------------- | ---------- |
| Goud   | Walter Vargas       | 42'44"880  |
| Zilver | Franklin Archibold  | + 1'14"592 |
| Brons  | Orluis Aular        | + 1'29"142 |
| 4      | Kaden Hopkins       | + 2'11"081 |
| 5      | Conor White         | + 2'16"014 |
| 6      | José Luis Rodríguez | + 2'34"898 |
| 7      | Diego Mendes        | + 3'06"100 |
| 8      | Jonathan Caicedo    | + 3'13"121 |
| 9      | Jason Huertas       | + 3'36"196 |
| 10     | Anderson Arboleda   | + 3'42"046 |